# Greena
Greena är en ö i Storbritannien.   Den ligger i kommunen Shetlandsöarna och riksdelen Skottland, i den norra delen av Storbritannien, 1 000 km norr om huvudstaden London, mellan Storbritannien och Norge. Den ligger väster om Shetlands Mainland. Ön är bara cirka 10 meter hög på den högsta platsen och ligger norr om ön Flotta. Ön finns i Weisdale Voe.